# Ophrys sommieri
Ophrys sommieri är en orkidéart som beskrevs av E.G.Camus och Fabrizio Cortesi. Ophrys sommieri ingår i ofryssläktet, och familjen orkidéer. Inga underarter finns listade i Catalogue of Life.